# Club Baloncesto Breogán
O Club Baloncesto Breogán S.A.D., conhecido por Cafés Candelas Breogán por motivos de patrocinador, é um clube de basquete profissional da cidade de Lugo (Galiza). Fundado em 1966 pelos irmãos Varela Portas e Prado, ascendeu pela primeira vez à Primeira Liga espanhola em 1970, convertendo-se num das equipas mais importantes da história do basquete espanhol, ocupando a novena posição na classificação histórica de clubes. Com participações em competições europeias, actualmente milita na Liga ACB.
Os seus jogadores vestem um uniforme que consiste numa t-shirt cor celeste com um pantalón da mesma cor, ainda que em algumas temporadas este foi branco ou azul marinho. Actualmente a sua pista de jogo é o Paço dos Desportos, também sede oficial do clube, que conta com capacidade para 6.500 espectadores. O clube também dispõe de múltiplas equipas que juntam a crianças de todas as idades, formando um dos melhores filiais da Espanha. O nome de Breogán provem do herói nacional galego, chefe das antigas tribos galaicas.

## Historia

### Fundação

João Varela-Portas.

Em 1965 a cidade de Lugo possuía uma equipa de basquete na Segunda Divisão espanhola, mas por causa de uma reestruturação nas diferentes categorias, o clube perdeu o seu lugar deixando ao basquete lucense sem nenhum referente destacado. Por esta razão os irmãos José e João Varela-Portas Pardo fundam o Club Baloncesto Breogán em 1966, o qual começa a competir na Terceira Divisão provincial. O nome do clube foi proposto aos fundadores pelo escritor Celestino Fernández de la Vega. O primeiro foi muito bom no que diz respeito a resultados, ascendendo no final da temporada sem encontrarem nenhuma oposição, rematando mesmo a temporada invicto nas meias-finais e na final. Na seguinte temporada a historia repetiu-se, e o clube ascendeu à Segunda Divisão española ocupando o primeiro posto na liga.
Chegados à Segunda Divisão, na temporada 1968−69, os dirigentes do clube puseram-se como objetivo chegar à Primeira Divisão. Esse mesmo ano o clube volta rematar em primeira posição, como já fizera todos os anos desde a sua fundação, fosse qual fosse a categoria na que jogasse. Contudo, as coisas não haveriam sair tão bem: a equipa acudiria às meias-finais pelo ascenso em Saragoça, onde acabou invicto sem maiores problemas, mas devido a uma série de circunstâncias que se sucederam durante os seguintes dias, fizeram que o clube renunciasse voluntariamente à ascensão, acudindo a jogar a final sem possibilidades de promoção de categoria. No ano seguinte o clube não se deixou afectar pelas circunstâncias e voltou conseguir ocupar o primeiro lugar, ascendendo enfim à Primeira Categoria do basquete espanhol, feito louvável já que nessa época tão só competiam doze equipas na categoria, entre as que destacavam o Real Madrid, o Joventut ou o Estudiantes.

### Primeira Divisão
A chegada do Breogán à elite do basquete acaparou a atenção dos meios de comunicação por causa da sua recente fundação e rápida ascensão. Na temporada 1970−71, o clube debuta na máxima categoria da Espanha. A sua estreia foi o 11 de outubro de 1970 num jogo disputado no Pavilhão dos Desportos de Lugo que enfrentou aos locais, conhecidos por motivos de patrocínio como "Breogán Fontecelta", contra o R.C. Náutico de Tenerife, com um resultado final de 88−68 a favor dos lucenses. Não obstante, a primeira derrota não tardou em chegar, e já na segunda jornada o Breogán perde conta o Real Madrid por 111 a 57. Finalmente, acaba a temporada num destacável noveno lugar. É necessário destacar que, nessa primeira temporada na Primeira Divisão, o máximo artilheiro da competição foi Alfredo Pérez, jogador do Breogán, com 595 pontos, máximo registro de pontos conseguidos na história até o esse momento.
No seguinte ano, na temporada 1971−72, o Breogán faz uma mala temporada e consegue só quatro vitórias: contra o Náutico de Tenerife (61-50), o Vallehermoso de Madrid (77-60), o Kas basco (65-62) e o Pineda catalão (57-56). Além disso consegue um empate fronte ao San José (59-59), acabando a temporada no posto número 11. No ano seguinte a liga ampliou-se a 16 equipas e os resultados melhoram bastante. De fato, o clube consegue onze vitórias durante a temporada, num ano no que Alfredo Pérez volta ser o máximo artilheiro, sendo o último jogador espanhol em consegui-lo até o ano 2007. Porém, no ano seguinte o Breogán volta fazer uma má temporada, conseguindo tão só seis vitorias, e desce á Segunda Divisão. O Breogán despede-se com uma vitória em Lugo contra o Manresa La Casera por 64 a 52.

### Queda e ascensão

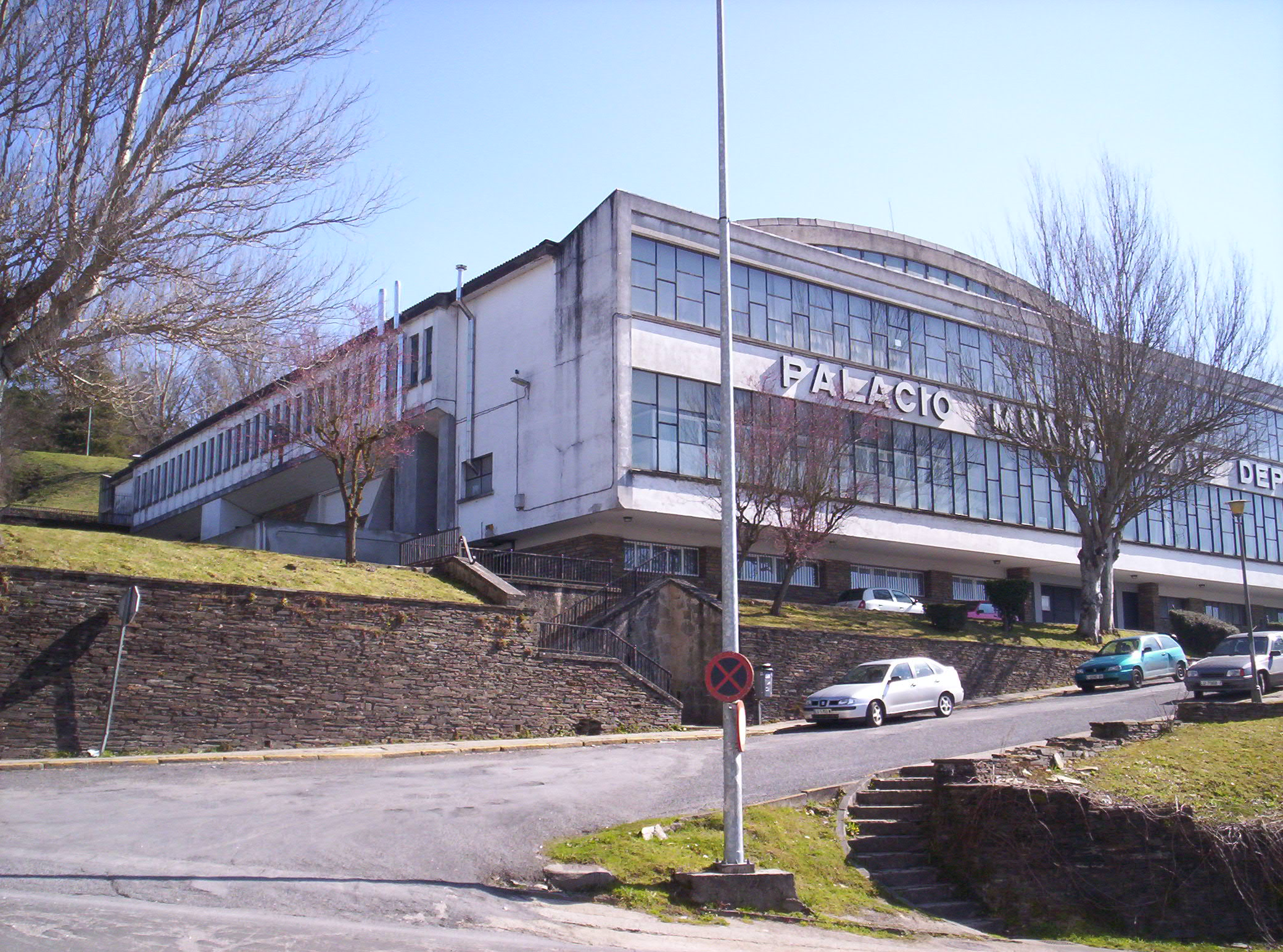
O Palacio Municipal, velho pavilhão do Breogán.

Desde a temporada 1974−75, até a fundação da Asociación de Clubs de Baloncesto (ACB), o Breogán foi uma equipa que alternou múltiplas promoções e rebaixamentos, chegando mesmo a descer até a Terceira Divisão. O ano 1974 começa com a equipa na Segunda Divisão. Contudo, o Breogán consegue varrer os rivais, acabando no primeiro lugar da liga e voltando à Primeira Divisão tão só um ano depois da perda da categoria. No ano seguinte, na temporada 1975−76, o Breogán atinge em Primeira o seu melhor registro de vitorias com 14, chegando a ocupar ao final da temporada a décima posição. Além disso, essa temporada o clube consegue uma vitória histórica ao ganhar o 21 de dezembro ao Joventut, uma das melhores equipas europeus da época, por 86 a 75 em Lugo.
A alegria, porém, durou pouco, e ao ano seguinte o "Breogán La Casera" tan só atinge duas vitorias, ocupando o último lugar na liga e descendo de novo à Segunda Divisão. As vitorias esse ano aconteceram na primeira rodada contra o Estudiantes Monteverde (73-65) e na décimo primeira contra o C.B. Valladolid por (78-75), ambas jogando na casa. Com este mal ano começa a pior época da história do clube, que devido a muitos problemas e estando próximo ao desaparecimento, acaba jogando em 1979 na Terceira Divisão. Contudo, o clube não se deu por vencido, e depressa chega em 1983, só três anos depois, a alcançar o primeiro lugar na Primeira Divisão B, conseguindo o ascenso à recentemente criada Liga ACB.

### Chegada a Europa
Depois de recuperar rapidamente o seu lugar na Primeira Divisão, agora Liga ACB, o "Breogán Caixa Galicia" debuta na competição o 23 de setembro de 1984 com uma vitória fora da casa contra o Caja Álava Baskonia de Vitoria por 80−85. Este triunfo foi um presságio do que aconteceu no resto da temporada, já que o clube foi capaz de conseguir algumas vitórias memoráveis como a da segunda rodada contra o Estudiantes (108−105), repetida de novo na novena rodada, desta vez em Madrid (70−72). Assim, após uma boa temporada, com jogadores como Manel Sánchez, Tito Díaz, Juanfra Garrido, Sam Pellom, Jeff Allen ou Jim Wright e treinados por José Antonio Figueroa, o Breogán joga os play-offs pelo título do campeonato. Na primeira fase o Breogán enfrentou-se ao OAR Ferrol, ganhando a eliminatória com dois triunfos consecutivos (86−81 e 78−77). Em quartos de final o rival foi o potente FC Barcelona, que eliminou aos de Lugo em dois partidos (105−87 e 90−82). Apesar da eliminação a equipa acaba em sexto lugar e consegue classificar-se para jogar a Copa Korać.
No ano seguinte realizaram-se algumas mudanças na equipa. Foi contratado um novo treinador, Pablo Casado, e um novo poste, Winfred King, que chegava em lugar de Sam Pellom. Apesar das alterações, o clube novamente faz uma boa temporada e volta a jogar de novo os play-offs pelo título do campeonato. Na fase final o Breogán elimina o TDK Manresa em dois partidos (105−91 e 86−95) mais seguidamente é eliminado de novo pelo FC Barcelona (123−82 e 82−137). Quanto à Copa Korać a equipa é eliminada despois de perder seis jogar da fase de quartos final, onde teve que enfrentar ao Estrela Vermelha de Belgrado (vice-campeão da competição dois anos antes), ao ASVEL Villeurbanne (clube mais laureado da história do basquete francês) e ao Pallacanestro Varese (cinco vezes Campeão da Europa). Os resultados desta fase de quartos de final foram os seguintes:
| Data       | Lugar                           | Equipo Local         | Resultado | Equipo Visitante     | Máximo anotador do Breogán |
| ---------- | ------------------------------- | -------------------- | --------- | -------------------- | -------------------------- |
| 4−12−1985  | Pavilhão Municipal, Lugo        | CB Breogán           | 72 - 79   | Pallacanestro Varese | Manel Sánchez (29)         |
| 11−12−1985 | Pavilhão Municipal, Lugo        | CB Breogán           | 100 - 112 | ASVEL Villeurbanne   | Jim Wright (25)            |
| 8−1−1986   | Pavilhão Municipal, Lugo        | CB Breogán           | 91 - 102  | Estrela Vermelha     | Juanfra Garrido (27)       |
| 15−1−1986  | PalaWhirlpool, Varese           | Pallacanestro Varese | 101 - 82  | CB Breogán           | Jim Wright (24)            |
| 22−1−1986  | Maison des Sports, Villeurbanne | ASVEL Villeurbanne   | 104 - 77  | CB Breogán           | Jim Wright (22)            |
| 29−1−1986  | Hala Pionir, Belgrado           | Estrela Vermelha     | 117 - 94  | CB Breogán           | Jim Wright (42)            |

### Descenso e retorno
Em plena temporada de êxitos a meados dos anos 1980, o Breogán perdeu a um dos ídolos da torcida celeste, Jim Wright. A saída do clube do norte-americano foi motivada por um leque ameaças devidas a dívidas contraídas pelo consumo de cocaína, droga à que estava viciado. Na seguinte temporada, em 1986, também deixaram o clube Jeff Allen e Winfred King, pelo que o clube teve de contratar dois novos jogadores forâneos, Art Housey, procedente do Ron Negrita Joventut e Victor Anger, que tão só tomou parte em treze jogos. Assim, cum elenco muito renovado, o Breogán encadeia um péssimo início de campeonato, perdendo de forma consecutiva os sete primeiros jogos da Liga ACB.
Para tentar mudar a situação sai do clube Anger e chega Rudy Woods. O Breogán melhora, aínda que sem poder evitar ter que jogar os play-offs pela permanência. Na primeira fase do play-off tevo que jogar contra o Gin MG-Sarriá de Barcelona, com o que perdeu em quatro jogos depois de ganhar o primeiro em Lugo e perder no sucessivo os três seguintes com resultados muito apertados. Trás uns anos no que o Breogán se tornou numa das equipas mais destacadas do basquetebol espanhol, o clube descende trás ganhar 13 jogos e perder 19. No ano seguinte, na Primeira Divisão B, o club volta à Liga ACB ao ocupar sem problemas a primeira posição.
A Liga ACB 1988−89 começou de novo com o Breogán na máxima categoria do baloncesto espanhol, numa equipa onde, além de Manel Sánchez e Tito Díaz, destacavam Ken Orange, Óscar Peña, Calvin Roberts e Antonio Sacedo. Esse ano os de Lugo conseguen 20 vitórias e 25 derrotas, atingindo a permanência no play-off contra o Valvi Girona, numa série que chegou ao quinto jogo, no qual venceu o Breogán por 78−61. Na seguinte temporada chegaram ao equipo, nomeadamente, José Manuel Cabezudo, Juanmi Alonso e George Singleton. Esse ano, apesar de terminar a temporada com mais vitórias que derrotas (22−18), a equipa tem de jogar novamente o play-off pela permanência, jogando na primeira fase do mesmo ao Caixa Ourense, a qual venceu após ganharem a série por 4-1, incluindo os dois encontros jogados na cidade das Burgas.

### Estabelecendo-se na ACB

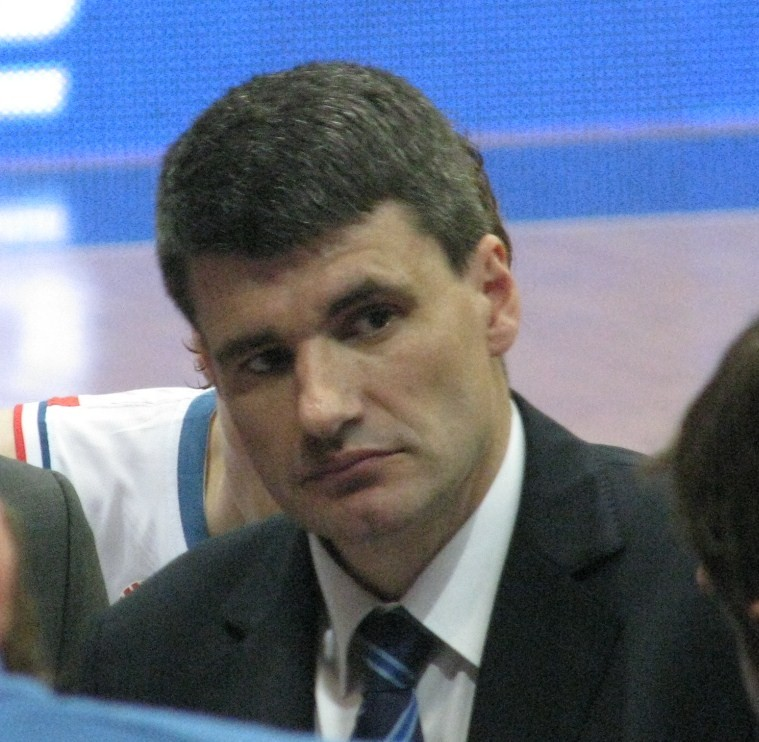
Velimir Perasović.

No ano 1990 chega a Lugo um dos norte-americanos mais prestigiosos da liga, Claude Riley, o qual permanece na equipa três anos com destacáveis resultados e tornando-se num dos ídolos da torcida lucense. No primeiro ano de Riley o clube consegue jogar os play-offs pelo título de campeão, embora perdendo na primeira fase contundentemente contra o Montigalà Joventut. No seguinte ano o equipo termina no meio da tabela de classificação. Isto faz que o Breogán tenha que jogar o "playout", uma eliminatória que decidia os lugares do 9 ao 12 numa competição com 24 equipas. Nesta fase os rivais foram o TDK Manresa e o Pamesa Valencia, ganhando dois jogos e perdendo outros dois.
Em 1992 chega ao clube um dos melhores jogadores que passaram pela história do mesmo, o escolta procedente da Jugoplastika (que vinha de ser campeã da Euroliga durante três anos sucessivos) Velimir Perasović. O croata, que tão só jogaria um ano em Lugo, conseguiu fazer 24,5 pontos por jogo, sendo o máximo artilheiro da competição. 
A temporada dava a impressão de começar bem para a equipa, já que perderam por tão só quatro pontos ante o FC Barcelona no Palau Sant Jordi (95−91) e tão só dois contra o Real Madrid de Arvydas Sabonis e Fernando Romay no Palacio de Deportes de la Comunidad de Madrid (105−103), com 29 pontos de Perasović e 27 de Cabezudo. Apesar disso, o Breogán não conseguiu ganhar até a novena rodada, a 9 jornada, a partir da qual a equipa melhorou e conseguiu acabar outra temporada no meio da classificação.
No ano seguinte chegou a Lugo outro jogador que posteriormente destacou no basquete europeu, o poste Tanoka Beard. Contudo, este basquetebolista, que ainda hoje mantém folgadamente o recorde de valoração num só jogo da Euroliga (63), tão só jogaria em oito ocasiões com o clube. A respeito da temporada, o Breogán volveu ficar na zona meia da classificação depois dum ano con muitas mudanças no seu elenco. Na temporada seguinte, a 1994−95, o clube contrata ao ala-armador Tharon Mayes. Este ex-jogador da NBA, que fez unha média de 23 pontos por jogo, não pôde evitar as dez derrotas consecutivas ao início da temporada e o final descenso do clube.

### Começando de novo

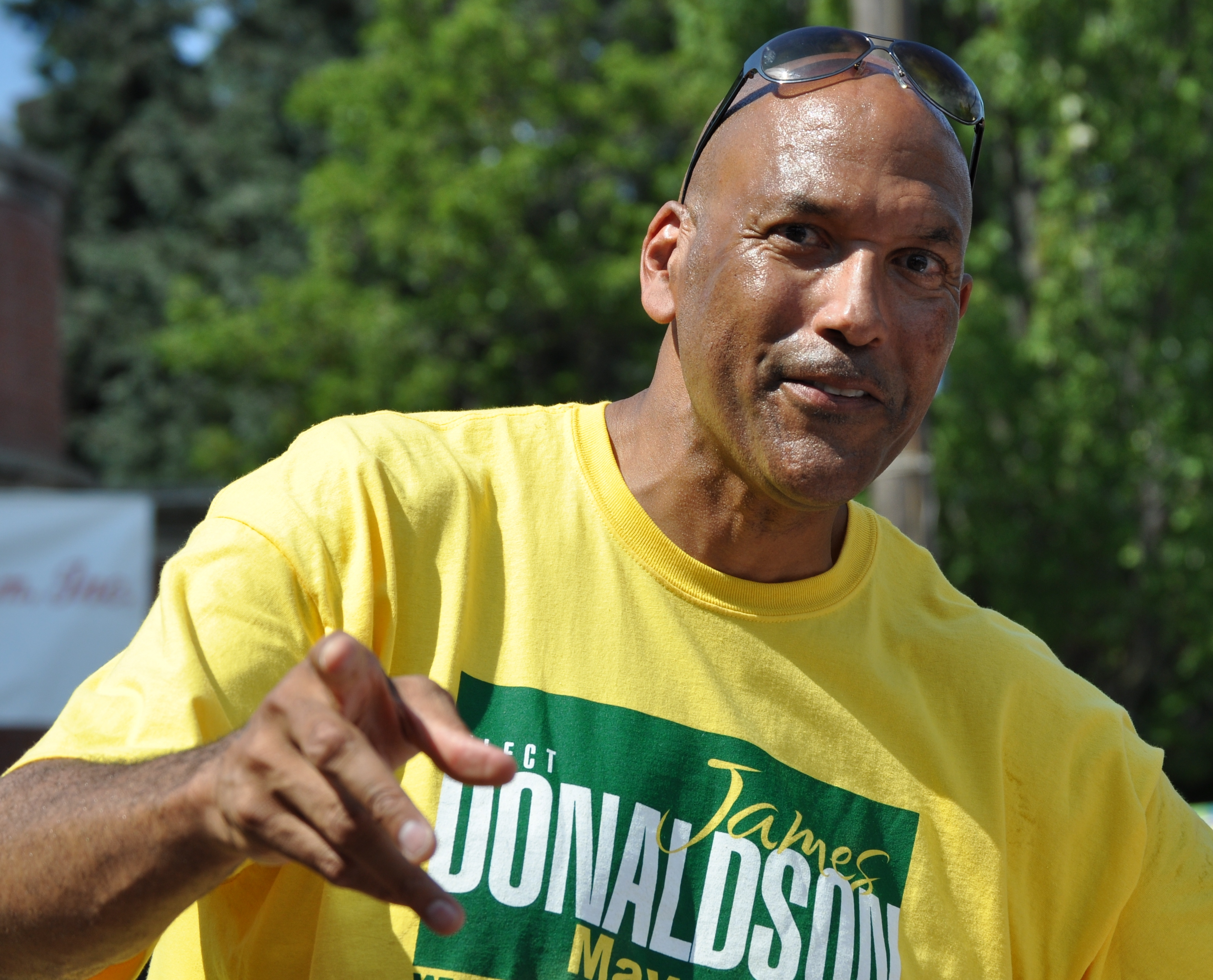
James Donaldson.

Após a queda de 1995, o Breogán ocupa ao ano seguinte o primeiro lugar na segunda categoria, a Liga EBA. Porém, não consegue a ascensão à Liga ACB nos play-offs. Isto faz que no ano seguinte o Breogán jogue na Liga LEB, uma competição de nova criação para fazer de nova segunda divisão. O clube não consegue os seus objetivos nos dois anos sucessivos, depois de perder por duas vezes na eliminatória definitiva e finalizando em terceiro lugar. Por fim, em 1998−99, com jogadores como Santi Abad, Kenny Green, Rod Mason ou James Donaldson (All-Star da NBA) e treinados por Paco García, a equipa se proclamou campeã de liga e voltou á máxsima categoria.
No ano seguinte na Liga ACB, a equipa decide manter aos dois estrangeiros da temporada anterior, Green e Mason, além de incorporar jogadores como o histórico José Miguel Antúnez, Sergio Luyk, César Sanmartín ou Jacobo Odriozola. Apesar disso, os resultados não foram bons e após quatro rodadas o Breogán não consegue ganhar nenhum jogo. O clube decide tomar medidas e despede a Kenny Green, substituindo-o para o jogo ante o FC Barcelona pelo poste de Miami Devin Davis. Ninguém esperava após essa mudança o que aconteceu, pois o Breogán ganhou ao Barça por 90-66, uma das maiores derrotas da sua história. Destacou a atuação de César Sanmartín com 33 pontos, 22 deles em tão só oito minutos (2/2 em lançamentos de dois, 2/2 em lances livres e 5/5 em lançamentos de três). Apesar da vitória, o Breogán continuou perdendo os seguintes jogos. De novo a diretiva toma medidas e demite a Rod Mason na décima rodada para contratar a Anthony Bonner. A mudança não pôde ser mais radical já que a equipa consegue começar a ganhar, mesmo tendo opções de jogar os play-offs pelo título do campeonato.
Na seguinte temporada, devido ao bom rendimento da equipa após as contratações de Davis e Bonner no ano anterior, o clube decide manter a espinha dorsal da equipa incorporando além disso a Nacho Biota e a Ricardo González. A temporada começou bem, mesmo chegando a ganhar no complicado pavilhão do Adecco Estudiantes. Os bons resultados continuavam a chegar, mas o clube entre numa fase ruim e surge um problema no elenco por causa do comportamento de Bonner. Consequentemente, o clube decide despedi-lo e contratar ao extremo Nikola Lončar. Finalmente, o Breogán acaba a liga na parte média. Na temporada 2001−02 o equipo começa mantendo a mesma equipa do ano anterior, contratando além disso ao base Joaquín Ruiz Lorente e ao poste estadunidense Bobby Martin. A equipa começa de de forma espetacular, chegando a ocupar os primeiros lugares da Liga, mas algumas derrotas levaram à equipa a ocupar finalmente o undécimo lugar.

### Na procura dos play-offs

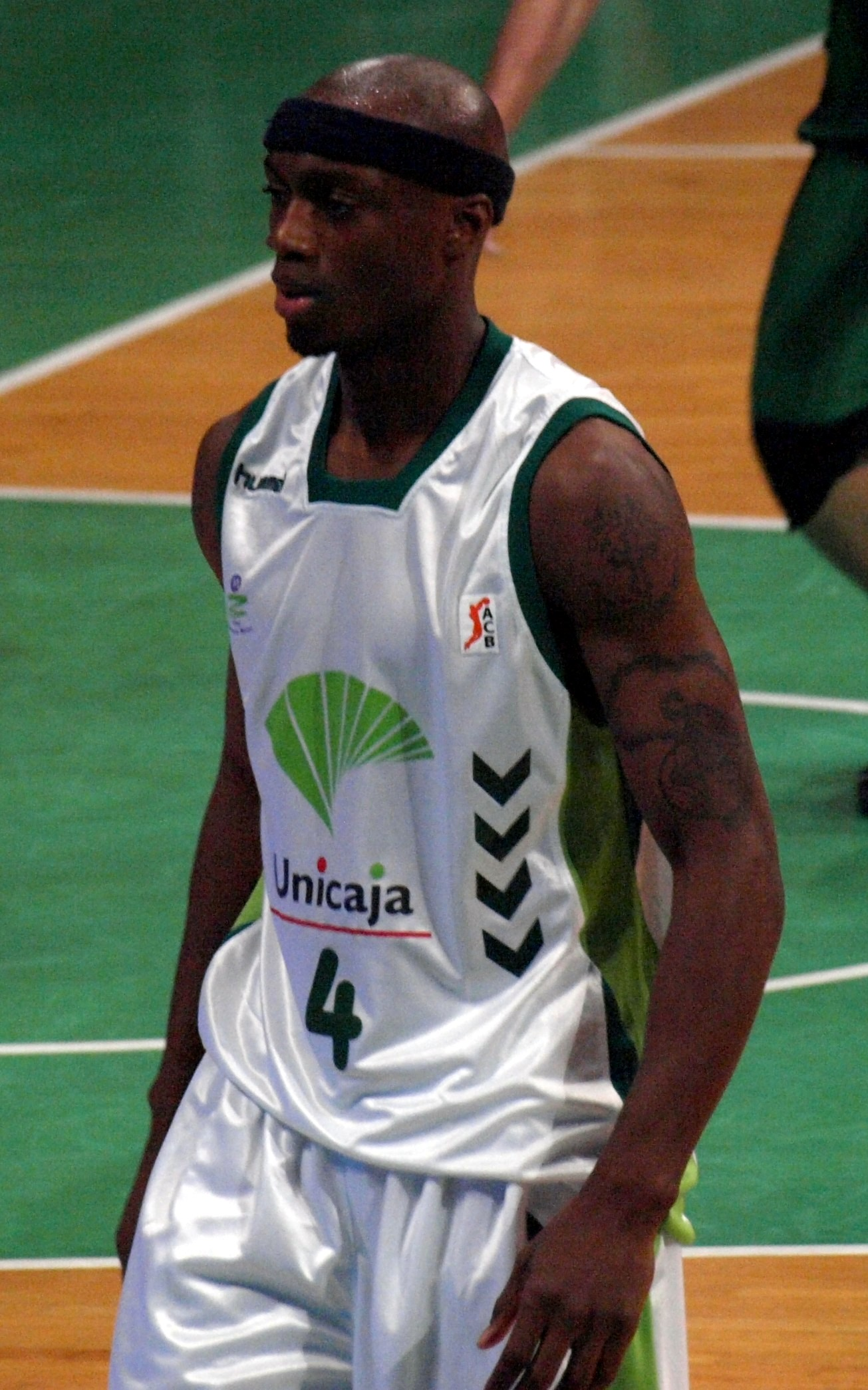
Joseph Gomis.

Na temporada 2002−03 voltam as mudanças a Lugo, chega um novo presidente, Francisco Moure Bourio, e regresa o técnico Andreu Casadevall. Com estas mudanças o clube tenta avançar mais um passo com o objetivo de estabelecer-se entre as melhores equipas da ACB. Para atingir este objectivo chegam novos jogadores, Bobby Martin é substituído pelo panamenho Rubén Garcés, os bases são substituídos pelos internacionais Javi Rodríguez e Joseph Gomis, também chega o poste Alfonso Albert e para a posição de extremo-base contrata-se a uma das estrelas do basquetebol argentino, o pampeano Jorge Racca. no começo da temporada o Breogán perde três jogos sucessivos, mas a continuação consegue ganhar ao DKV Joventut, ao Fórum Valladolid e mesmo ao Real Madrid no pavilhão Raimundo Saporta. Contudo, a contribuição de Racca estava a ser menor do esperado, e a temporada parecia que ia ser igual as anteriores. Porém, tudo mudou no final, já que o Breogán consegue ganhar nove dos últimos onze jogos, destacando vitórias contra o Real Madrid, o Tau Cerámica, o Auna Canarias ou o Pamesa Valencia. Na última rodada o clube perde contra o Ricoh Manresa por dez pontos, acabando de novo na parte média.
No ano seguinte o clube decide manter o elenco do ano passado que tão bons resultados obteve. A mudança mais destacável foi a do base Javi Rodríguez pelo britânico Danny Lewis. Com este estratégia o Breogán tinha esperança de poder jogar os ansiados play-offs pelo título de Liga. Porém, um começo péssimo impede atingir o objectivo à equipa, embora finalmente ocupa o noveno lugar acima de clubes como o Real Madrid. O lugar ocupado pelo clube na classificação final permitia participar em competições europeias, mas, incompreensivelmente, a União de Ligas Europeias de Basquetebol (ULEB) decide convidar ao Real Madrid (décimo lugar na Liga) antes que aos de Lugo. Esta decisão da ULEB não gosta nem ao clube nem à Federação Espanhola de Basquete (FEB), pelo que dias antes de finalizar o termo do prazo de inscrição decidem convidar também ao Breogán, que rejeita o convite devido a impossibilidade de preparar-se para a competição em tão pouco tempo.

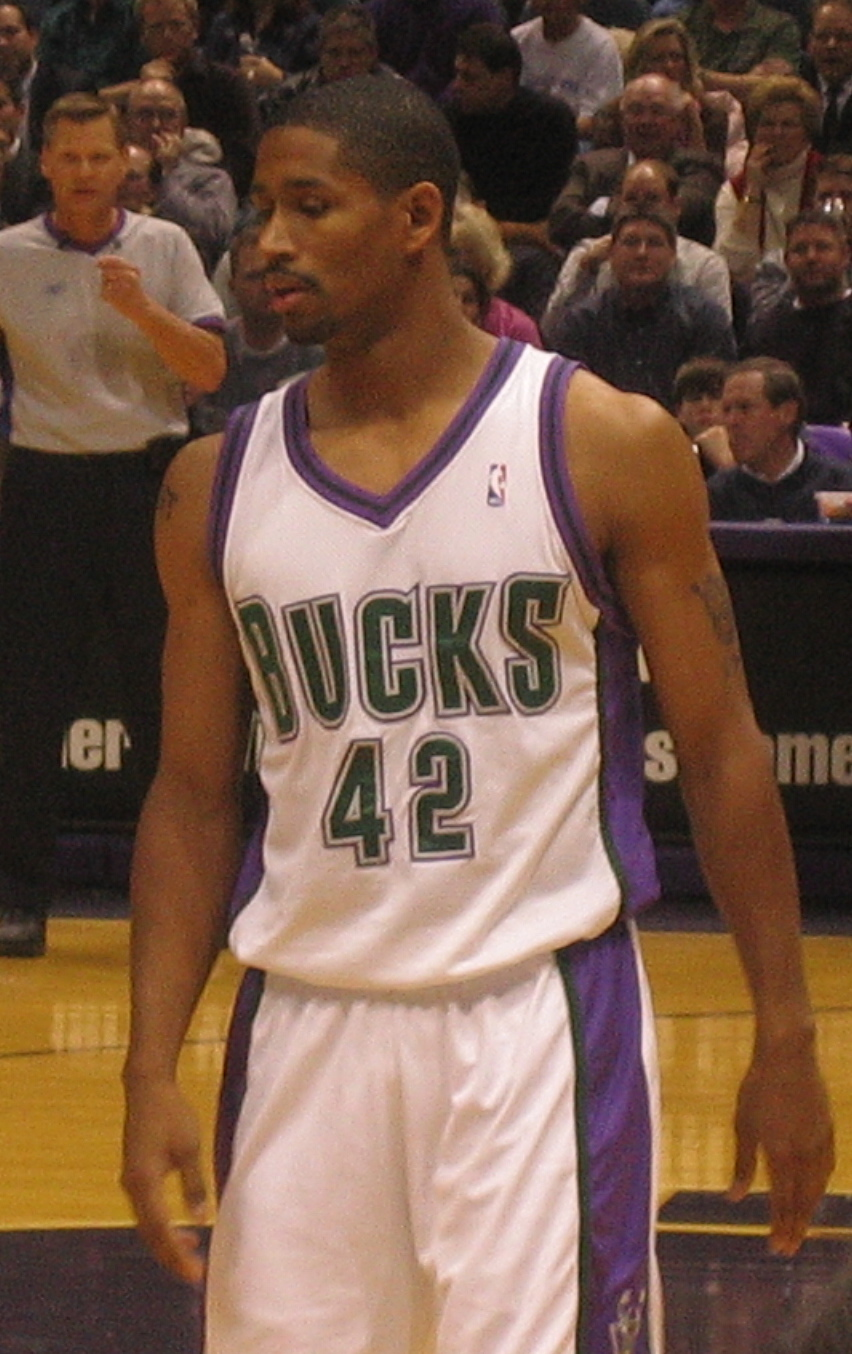
Charlie Bell.

Apesar da frustração, a temporada 2004−05 começa com a chegada do histórico internacional espanhol Alfonso Reyes e de Alfons Alzamora. Contudo, este ano foi um dos mais lembrados pela torcida lucense por outra razão, já que chegava ao equipo o extremo-base estadounidense Charlie Bell. Ainda que Bell jogou tão só um ano em Lugo, tornou-se num ídolo na cidade e num dos jogadores mais relembrados da história do clube. A temporada começou com a lesão do próprio Bell, o que pôde mesmo ter feito complicada a sua continuidade na equipa. Porém, decidiu jogar lesionado e, ainda coxo, realizou verdedeiras façanhas, como fazer 37 pontos contra o Real Madrid ou 30 contra o Tau Cerámica. Uma vez recuperado, o se nível de jogo subiu ainda mais, alcançando os 40 pontos contra o Pamesa Valencia, os 41 contra o Fórum Valladolid ou os 43 contra o Caja San Fernando, o seu máximo. Tal foi o seu impacto, que mesmo começou a aparecer em programas e reportagens nos meios de comunicação nacionais.
Bell conseguiu ser eleito três vezes melhor jogador da semana (rodadas 15, 19 e 24) e outras três vezes melhor jogador do mês (janeiro, fevereiro e março).  Além disso, no final da temporada liderou a classificação em lançamentos de três, com uma média do 44,49% de acerto, e foi o máximo artilheiro da competição com 27,0 pontos por jogo, a mais alta desde o ano 1990. Graças ao seu desempenho a equipa começou a ganhar, sonhando durante alguns momentos com jogar os play-offs pelo titulo da competição. Contudo, finalmente não o consegue. Charlie Bell acabou a temporada com 27 pontos partido, 3 rebotes, 2 assistências e 22,8 pontos de PIR (Performance Index Rating). Foi escolhido no quinteto ideal da temporada e estivo perto de ser eleito MVP. Além disso, ganhou o galardão de "Gigante do Ano" que entrega a prestigiosa revista "Gigantes" ao melhor jogador da temporada da Liga ACB.

### Regresso ao poço

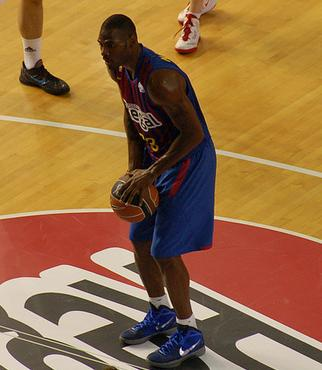
Pete Mickeal.

Depois da saída do "Génio de Flint" (como é relembrado Bell em Lugo) aos Milwaukee Bucks da NBA, o clube fez uma das mudanças mais radicais dos últimos anos. Para além de Bell, foram-se Gomis, Giffa, Hadley, Castiñeira e Esteban López e chegaram Pete Mickeal, máximo artilheiro da ULEB Cup proveniente do Makedonikos, Nebojša Bogavac do Hemofarm, Tyrone Grant, McNaull, Sartorelli e Urtasun. Junto a Javi Rodríguez, Đuro Ostojić, Marco Carraretto, Alfonso Reyes e Alzamora formaram o elenco para a temporada 2005−06. Por fim, a temporada começou bem, com três vitórias em quatro rodadas. Este bom funcionamento continuou até chegar à fase final da temporada, onde a equipa perde nove jogos nas últimas dez rodadas (em grande parte com resultados ajustados), o que fez ao equipo ter que jogar pela permanência na Liga ACB na última rodada ante o Fórum Valladolid na cidade castelhana. Porém, o Breogán perdeu e descendeu à Liga LEB. Foi destacável a temporada de Pete Mickeal, segundo máximo artilheiro da Liga, segundo jogador com mais pontos de PIR, seis vezes eleito melhor jogador da rodada e três vezes melhor jogador do mês.
O clube começou na temporada 2006−07 na Liga LEB com o pé errado, fracassando na primeira tentativa de ascensão ao finalizar em noveno lugar. No ano seguinte a situação melhorou, mais o clube perde nas meias-finais da Final Four pela ascensão contra o Bruesa GBC. Apesar do amargor da derrota, no mínimo a equipa consegue ganhar a prestigiosa Copa Príncipe celebrada em Saragoça. O ano 2009 supõe um novo insucesso e o clube finaliza em quarto lugar por segunda vez consecutiva. Por causa dos contínuos fracassos desportivos e distintos problemas económicos, o Breogán, presidido por Raúl López, decide virar o rumo e começar a sanear economicamente o clube para fazer um projecto de futuro. Na temporada 2009−10 o clube recrutou jogadores a priori com pouca experiência e não muito conhecidos, estabelecendo como objetivo a permanência na categoria para ir consolidando-se. Contudo, com um orçamento inferior à metade do de anos anteriores e com um elenco inexperiente, o Breogán consegue jogar os play-offs pela ascensão, onde teve de jogar contra o Menorca. A fase começou com dois jogos na casa da equipa balear, os dois perdidos devido a polémicas decisões dos árbitros. De volta em Lugo, o Breogán ganha o terceiro jogo, mais é eliminado depois de perder no quarto. Porém, a avaliação da temporada por parte do clube foi positiva, mesmo com o presidente presumindo de boa saúde económica. Contudo, o próprio presidente abandona o clube para ocupar o cargo de presidente do Obradoiro compostelão (após negá-lo publicamente). Depois de José Antão Bao assumir o cargo da presidência , descobriu-se que a boa saúde financeira não era verdade, já que o clube tinha uma dívida de 1 500 000 euros.

### Um novo início

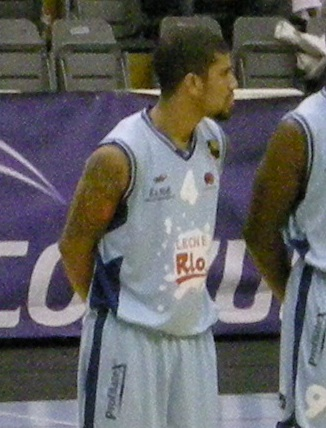
James Feldeine.

A nível desportivo, na temporada 2010−11 o elenco foi completamente renovado, chegando como jogadores como Eric Hayes e Cliff Brown. Como treinador continuou no cargo Rubén Domínguez. O ano começou com uma vitória fora da casa ante o Baloncesto Murcia, principal favorito para ocupar o primeiro lugar e que finalmente finalizou a temporada em primeiro lugar com tão só duas derrotas. Porém, uma série de maus resultados levaram ao clube aos últimos lugares da Liga. Finalmente, o 12 de dezembro Rubén Domínguez é dispensado é chega à equipa o treinador gironense Pepe Rodríguez. Também chegaram os jogadores Mickaël Mokongo e Eric Hicks, o que conduziu à saída de Hayes. Daí em diante o equipo melhora notavelmente, acabando a temporada com uma série de oito vitórias consecutivas (nesse momento melhor série de vitórias até o final da temporada duma equipa na história da Liga LEB). Nos play-offs pela ascensão os de Lugo jogaram na primeira fase contra o Baloncesto León, vencendo por 3 a 1 sem ser cabeça de série. Na seguinte fase, porém, o Breogán perde contra o Obradoiro. A nível económico o as despesas foram de 1 229 000 euros, enquanto os rendimentos ascenderam a 1 410 895 euros. Houve, por isso, um superávit de 181 482 euros.
Na temporada 2011−12, a empresa Leite Río deixa de ser o principal patrocinador do clube. A respeito da equipa, Pepe Rodríguez continuou como treinador, enquanto James Faldeine continuou como único membro do elenco da temporada anterior. Feldeine fora o melhor jogador do Breogán no final da temporada anterior e um dos jogadores mais queridos da torcida celeste. Como novos jogadores chegaram, entre outros, o extremo Joe Krabbenhoft e o poste Brooks Sales. Depois dum bom começo da temporada, a situação piorou, perdendo contra rivais teoricamente com aspirações inferiores. Isto provocou que em dezembro saísse da equipa Andy Ogide, que junto com a lesão de Chema González, levaram ao clube à contratação de Carlos de Cobos e Papa Dia. O 20 desse mesmo mês, na assembleia de accionistas, é nomeado um novo presidente, o advogado Júlio González. Depois de lograr oito vitórias consecutivas para o fim da temporada, o Breogán perde na primeira fase dos play-offs contra o Menorca. A nível institucional, Júlio González abandona a presidência, sendo nomeado novo presidente António Veiga.
As temporadas posteriores podem qualificar-se como de ressurgimento a nível social do clube. Após finalizar a Liga LEB em sexto lugar na temporada 2012−13 e em quarto lugar no ano seguinte, a temporada 2014−15 começava com grandes expectativas. Ao equipo chegaram jogadores importantes como Álex Llorca, Osvaldas Matulionis ou, já como a competição iniciada, o poste Gary McGhee. A equipa, esse ano treinada pelo técnico lucense Lisardo Gómez, mostrou-se muito competitiva durante toda a Liga, finalizando em terceiro lugar. Nos play-offs, após eliminar a Palencia e Valladolid, o Breogán jogou a final pela ascensão contra o Club Ourense Baloncesto, equipa finalmente vencedora. Esta final histórica, entre as equipas das duas cidades à beira do Minho, supôs para Ourense a ascensão (depois frustrada administrativamente), e para o Breogán, que esteve cerca de atingir o sonho no quarto jogo em Lugo, encontrar-se de novo com a sua torcida e a sua cidade. A quantidade de gente que acudiu ao Paço durante a final fez relembrar os grandes eventos do passado na máxima categoria. A temporada 2015−16 também levantou grandes expectativas, porém, a nível desportivo o desempenho da equipa não foi o previsto. O Breogán acabou a Liga em quinto lugar e perdeu na primeira fase do play-off contra o Básquet Coruña. A nível extracampo destaca a chegada da empresa lucense Cafés Candelas como  principal patrocinadora do clube.

### 50 aniversário e volta

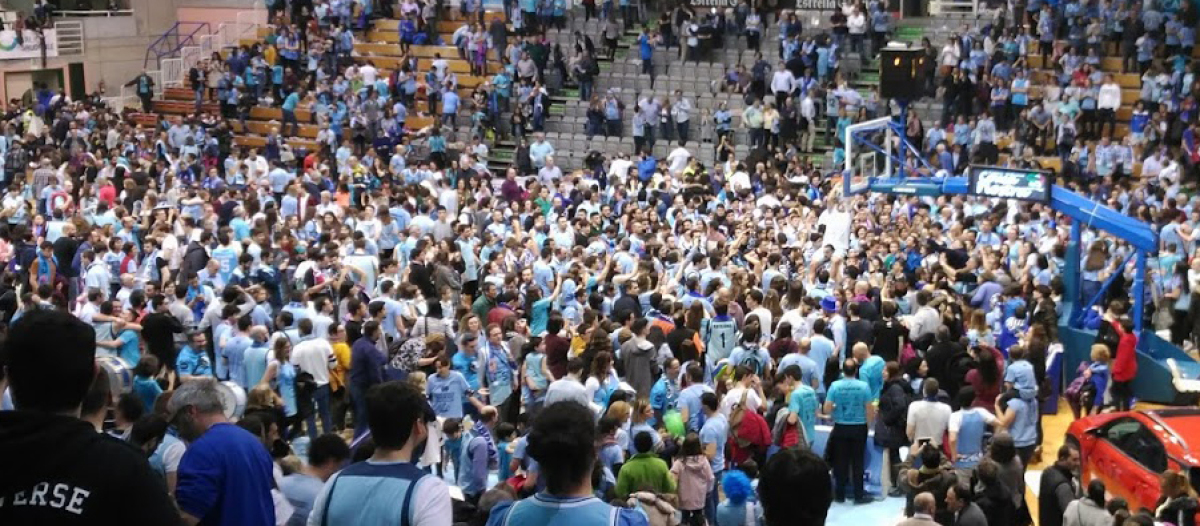
Sergi Quintela curta a rede do cesto sobre os ombros de Salva Arco ao finalizar o jogo no que o Breogán conseguiu voltar à ACB.

Após o insucesso da temporada 2015−16 e a saída como accionista do clube da Deputação de Lugo, o verão de de 2016 foi muito convulso. Finalmente, Jesús Lázare é nomeado novo presidente do clube, tendo como propósito a reconstrução dum clube que não contava com nenhum jogador. Depois do adeus de Lisardo Gómez a meados da anterior temporada devido a uma doença, sendo substituído pelo seu assistente Quique Fraga, a primeira incorporação do clube foi o treinador Natxo Lezkano. Practicamente sem tempo para fazer pré-temporada, o clube começa a incorporar jogadores, não ficando fechado o elenco até o 20 de outubro com as chegadas de Jorge Romero, para suprir a um lesado Salva Arco, e o estadounidense Matt Stainbrook. Apesar de todas as dificuldades, o clube começa ganhando os quatro primeiros partidos de competição. De facto, a equipa consegue a maior vitória da história da Liga LEB ao ganhar por 50−113 ao Cáceres. A temporada decorreu com altos e baixos, mas com o tempo a equipa conseguiu finalizar em segundo lugar. Porém, na fase de play-offs devido ao cansaço acumulado, e após terem que jogar cinco jogos contra o Palma na primeira fase, perdem nas meias-finais contra o Burgos.
Para além do plano desportivo, durante a temporada 2016−17 o Breogán comemorou o quinquagésimo aniversário da sua fundação em 1966. Como parte desta efeméride prestou homenagem em cada um dos jogos disputados na casa a uma pessoa ou coletivo fundamentais no meio século de história do clube.
 A listagem de pessoas e coletivos homenageados foi a seguinte:
- José Ramón Varela-Portas (08/10/16, 2ª rodada): Fundador do clube junto com os seus irmãos.[30]
- Lisardo Gómez (18/10/16, 4ª rodada): Treinador da secção dos jovens do clube. Treinador principal da equipa no período 2013−2016. Teve de deixar o posto devido a uma doença.[22]
- Dr. Miguel Giao (29/10/16, 6ª rodada): Médico do Breogán durante 25 anos.[31]
- Jogadores do Breogán nos começos da sua história (05/11/16, 7ª rodada).[32]
- José Real (12/11/16, 9ª rodada): Torcedor do Breogán desde os seu começos. Incondicional do Paço dos Desportos apesar de ser invisual.[33]
- Maria Teresa "Tita" Franco (26/11/16, 11ª rodada): Impulsora do desporto em Lugo, em especial do basquetebol. Ex-jogadora de basquetebol e ex-diretiva do clube.[34]
- Julio Vila (02/12/16, 13ª rodada): Torcedor da equipo. Um dos fundadores da agrupação "Penha Breogán". Falecido em 2009, a homenagem foi póstuma.[35]
- María Josefa Rubiás, Olga Ulloa e José Martínez (17/12/16, 15ª rodada): Três dos sócios mais grandevos do clube. Receberam a homenagem em representação de todos os torcedores de mais idade.[36]
- César Sanmartín e Ricardo González (28/12/16, 16ª rodada): Jogadores emblemáticos do Breogán na etapa em Liga ACB entre 1999−2006.[37]
- Paco Rivera e Arcadio Silvosa (30/12/16, 17ª rodada): Jornalistas lucenses que durante anos deram cobertura mediática do Breogán.[38]
- Paco García (14/01/17, 20ª rodada): Treinador com mais jogos com o Breogám e protagonista da ascensão à ACB de 1999.[39]
- Victorino Melle, Antonio Feás e Jorge Chao (póstumo) (04/02/17, 22ª rodada): Defensores durante anos do basquetebol lucense e do Breogán a nível federativo.
- Elenco da temporada 1984−85 (11/03/17, 27ª rodada): Jogadores do Breogán da temporada 1984−85, melhor equipa de basquete galega da história. Participam na homenagem Tito Díaz, Manel Sánchez, Tomás Jimenez, Liru, Suso Fernández e o treinador José Antonio Figueroa.
- Peña Boinas e Zocas (24/03/17. 29ª rodada): Uma das primeiras agrupações de torcedores do clube.
- Ramón Estévez e Ricardo Hevia (28/03/17. 18ª rodada): Estévez foi presidente do clube entre 1988 e 1993. Hevia foi treinador da equipa em três etapas 1989-91, 1992-93 e 1995-97.
- María José "Sesé" Castro (08/04/17. 31ª rodada): Trabalhadora nos escritórios do clube durante mais de 35 anos.

## Pavilhão

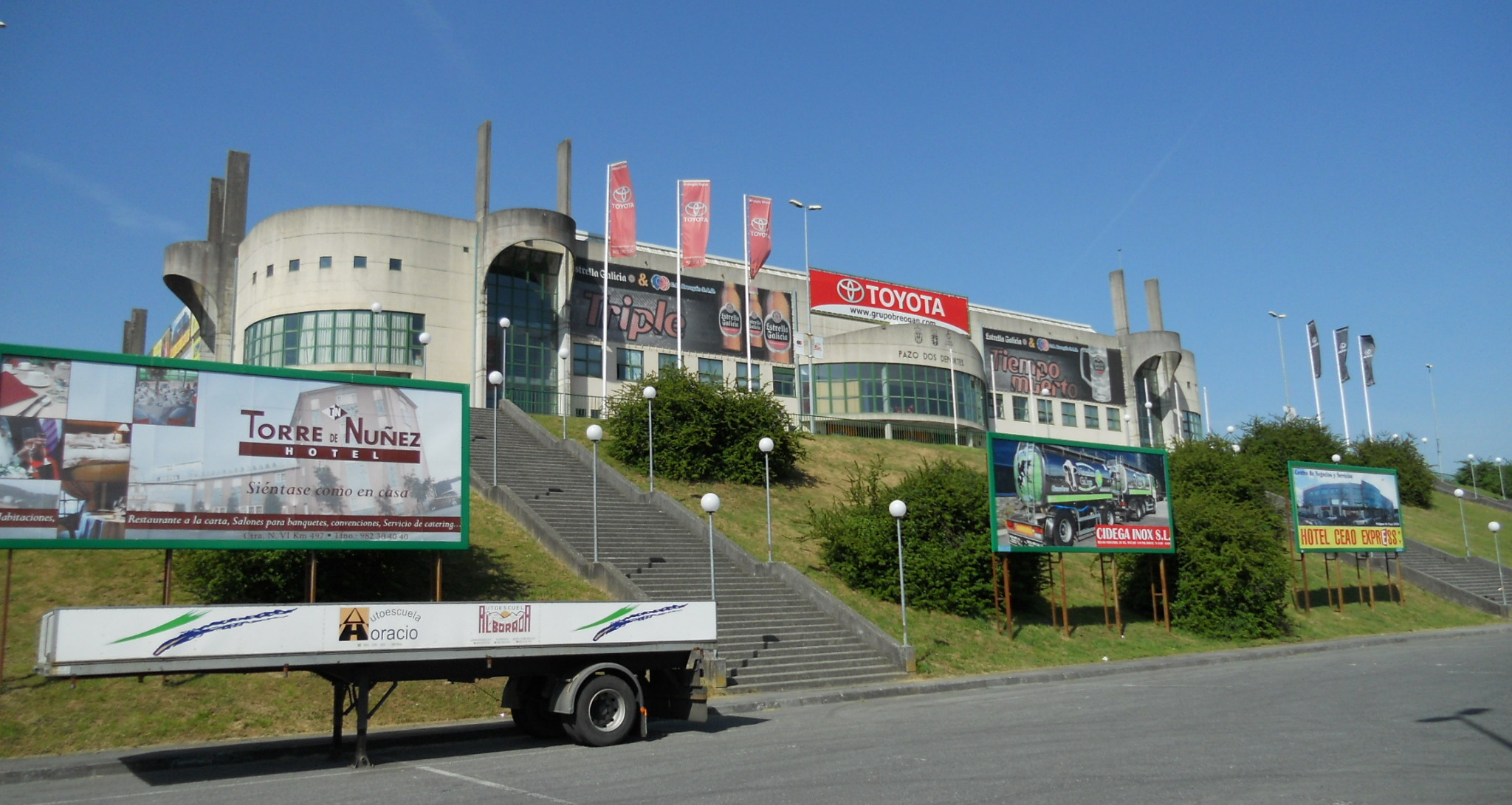
Vista frontal do Paço dos Desportos.

O Breogán joga os seus jogos como local no Paço dos Desportos, um pavilhão inaugurado em 1992, com capacidade para 6.500 espectadores. O pavilhão é também utilizado pelo Ensino Porta XI, equipo de basquetebol feminino da cidade que compete na Liga Femenina de Baloncesto, a competição de elite no basquetebol feminino espanhol. Além disso, a arena é utilizada esporadicamente para a organização doutros eventos desportivos e culturais.
O Paço está situado no bairro de Azeia de Olga da cidade amuralhada, dentro do campus da Universidade de Santiago de Compostela, motivo polo qual é às vezes chamado "Paço Universitário" ou simplesmente "Universitário". O pavilhão dispõe de quadras de squash, ginásio e pistas polidesportivas anexas. Também conta com um pequeno pavilhão anexo dedicado ao basquetebol com duas quadras de basquete. Nos arredores há também uma piscina coberta, pistas de atletismo e um campo de râguebi. O estacionamento do recinto é também utilizado às vezes para a realização de concertos ou outras actividades.
Antes de mudar-se a jogar no Paço, o Breogán jogava os seus jogos como local no Palácio Municipal de Desportos ou Pavilhão dos Deportos, recinto que se encontra no Parque de Rosalía de Castro no centro da cidade. Este polidesportivo, inaugurado em 1964, tinha capacidade para 3.500 espectadores, e continua a ser utilizado por outros clubes de basquetebol e regularmente pelo Prone, equipa de futebol de salão, agora no terceiro nível do futsal espanhol, mas que no passado tem conseguido ser campeão de competições europeias.

## Nome

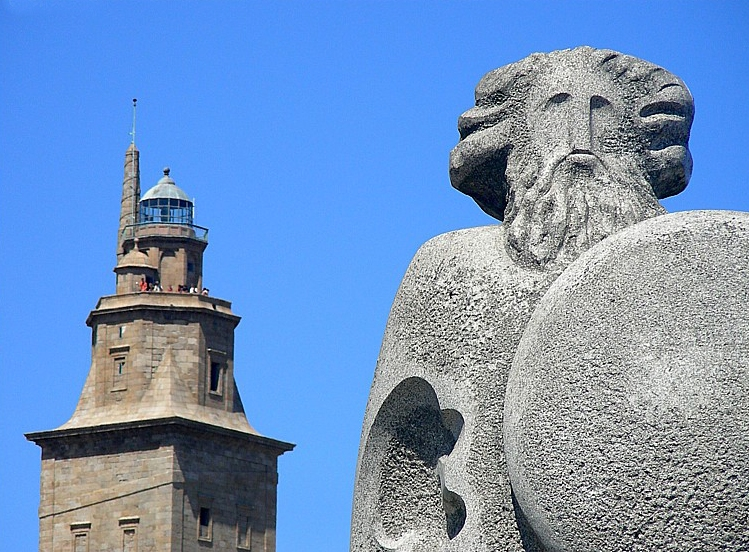
Estatua de Breogán na Corunha.

O nome do clube provém do mítico rei céltico da Galiza Breogán. Existem muitas versões sobre ele, nas que é apresentado como o grande referente mitológico da nação galega. Contudo, na realidade, pode dizer-se que foi o referente das tribos galaicas, pois o conceito de estado-nação procede do século XIX. O nome Breogán significa "Breo-genus", isto é, "fillo de Brath", sendo "Breo" o Brath gaélico. Os descendentes de Breogán foram, entre outros, Ith e Beleno. Existem umas aras dedicadas ao "deus lar Berobreo" no Monte do Facho de Donão, no concelho de Cangas. As aras estão escritas em latim, sendo de notar que "deus lar" significava na sua origem "defundo divinizado", por isso é possível traduzi-las como aras dedicadas ao "defunto divizado" Berobreo.
De acordo com a lenda irlandesa inserida no século XI à compilação Lebor Gabála Érenn ("Livro da conquista da Irlanda"), o rei Breogán, fundador da nação céltica galega, construiu na cidade de Brigantia (identificada com a actual Coruña) uma enorme torre duma altura tão magnífica que os seus filhos podiam ver uma beira verde distante desde o seu ponto mais alto. O panorama dessa terra enganou-os para navegar ao norte da Irlanda, onde Ith foi assassinado. Em vingança, os filhos de Mil, neto de Breogán, saindo desde Brigantia chegaram à Irlanda e conquistaram-na. A Galiza descreve-se poeticamente no hino galego como o lar de Breogán.
Junto ao nome "Breogán" ao longo da história o clube recebeu muitas denominações diferentes devido às companhias que patrocinaram à equipa, sendo actualmente o patrocinador a empresa produtora de café Cafés Candelas, sediada na própria cidade de Lugo. Os nomes utilizados pelo clube ao longo do tempo são:

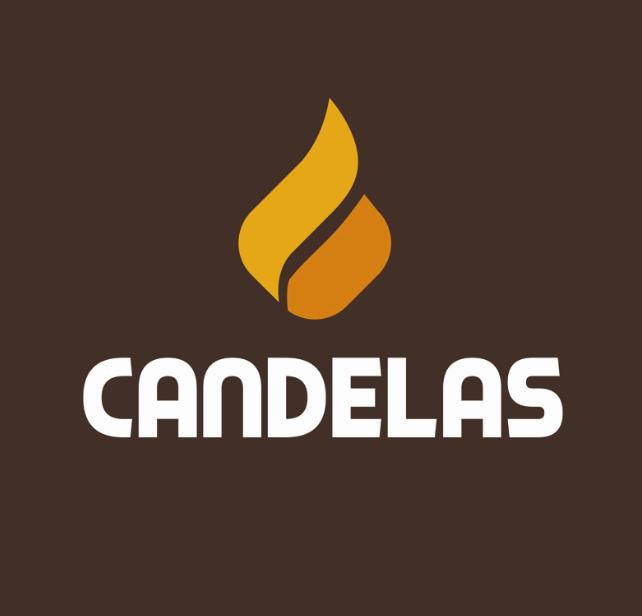
Logo de Café Candelas, actual patrocinador do clube.

| Anos       | Nome                             | Patrocinador                           | Actividade                |
| ---------- | -------------------------------- | -------------------------------------- | ------------------------- |
| 1966−1969  | Breogán Lugo                     |                                        | -                         |
| 1969−1973  | Breogán Fontecelta               | Fontecelta                             | Produtora de água mineral |
| 1973−1975  | Breogán Lugo                     |                                        | -                         |
| 1975−1976  | Breogán La Casera                | La Casera S.L.                         | Produtora de refrigerante |
| 1976−1979  | Breogán Lugo                     |                                        | -                         |
| 1979−1980  | Breogán Deportes Bourio          | Deportes Bourio                        | Equipamentos desportivos  |
| 1980−1981  | Breogán Stilton                  | Club Stilton                           | Negócio de hotelaria      |
| 1981−1982  | Breogán Internacional de Seguros | Internacional de Seguros               | Empresa de seguros        |
| 1982−1986  | Breogán Caixa Galicia            | Caixa Galicia                          | Caixa de aforro           |
| 1986−1989  | Leche Río Breogán                | Lácteos Lence S.L.                     | Produtora de leite        |
| 1989−1994  | DYC Breogán                      | Destilerías y Crianza del Whisky S.A.  | Elaboradora de uísque     |
| 1994−1995  | DYC Lugo                         | Allied Domecq                          | Elaboradora de uísque     |
| 1995−1998  | Leche Río Breogán                | Leite Río S.L.                         | Produtora de leite        |
| 1998−2001  | Breogán Universidade             | Universidade de Santiago de Compostela | Universidade              |
| 2001−2012  | Leche Río Breogán                | Leite Río S.L.                         | Produtora de leite        |
| 2011−2013  | CB Breogán Lugo                  |                                        | -                         |
| 2014−2015  | Ribeira Sacra Breogán Lugo       | Deputação de Lugo                      | Turismo da Ribeira Sacra  |
| Desde 2015 | Cafés Candelas Breogán           | Cafés Candelas                         | Produtora de café         |

## O Breogán na cultura popular

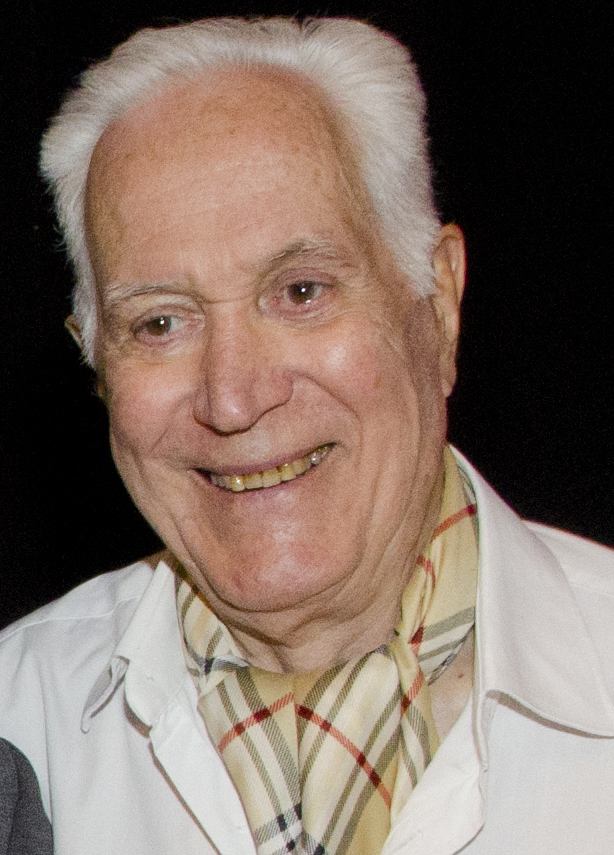
Federico Luppi.

O Breogán é um símbolo da cidade de Lugo, sendo mais que uma equipa desde a sua fundação, já que é a equipa desportiva mais importante da cidade e uma das mais importantes da Galiza. Por causa disso a equipa tem grande representação dentro da cidade e mesmo em todo o país, nos que organiza actividades para promover a importância do exercício físico e o desporto, sobretudo com os mais novos. Também dispõe de acordos de colaboração com outras equipas da cidade e mesmo da província para promover o basquetebol lucense, sobretudo entre os mais jovens. Outra das actividades que realiza habitualmente são visitas e colaborações com instituições educacionais de toda a província, os quais participam em diferentes atividades.
Com respeito ao alcance histórico do Breogán a nível popular, é preciso destacar a película rodada e estreada em todos os cinemas a nível espanhol em 1985 por Mario Camus "La vieja música" (do castelhano: A velha música). A película, protagonizada por Federico Luppi, Antonio Resines, Paco Rabal, Miguel Rellán, Agustín González e Charo López, com a colaboração de distinguidos do basquetebol como Fernando Martín, Antonio Díaz-Miguel, Jim Wright, Tito Díaz ou Manel Sánchez, conta a história de um uruguaio que chega a Lugo com a sua filha para treinar ao Breogán, todo misturado com uma história de amor e sequências de partidos de basquete da época de grande qualidade. Como anedota dizer que um dos motivos pelos que se escolheu Lugo (além do Breogán) foi porque, de acordo com o realizador, queria recriar um clima "chuvoso e frio". Porém, apesar de ser filmada em inverno, para recriar a chuva teve que contar com a ajuda dos bombeiros, já que brilhou o sol durante toda a filmagem.

## Uniforme
| Casa | Visitante |